# Václav Kašlík
Pour les articles homonymes, voir Kašlík.
Václav Kašlík, né le 28 septembre 1917 à Poličná et mort le 4 juin 1989 à Prague, est un chef d'orchestre tchèque, compositeur de musique et d'opéra et metteur en scène d'opéra.

## Biographie
Il est diplômé en 1936 du Gymnasium de Valašské Meziříčí et, de 1930 à 1940, étudie au Conservatoire de Prague. Il apprend la direction d'orchestre avec M. Doležil et P. Dědeček, la composition avec R. Karel et Alois Hába et, à l'École supérieure du Conservatoire de 1939 à 1942, est l'élève de Václav Talich. Il étudie aussi la mise en scène d'opéra avec Ferdinand Pujman (cs). Simultanément au Conservatoire, il apprend la musicologie et l'esthétique à l'Université Charles de Prague de 1936 à 1939.
En 1940-1941, il est chef d'orchestre au Divadlo E. F. Buriana, en 1941-1943, directeur adjoint au Théâtre national. Lors de la saison 1943-1944, il est chef d'orchestre et metteur en scène d'opéra au Théâtre d'État de Brno. En 1945, il cofonde le Divadlo 5. května (cs) avec Antonín Kurš (cs) et Alois Hába, et de 1945 à 1948 , il y dirige l'opéra en tant que metteur en scène et chef d'orchestre. Après la fusion du théâtre avec le Théâtre national en 1948, il devient directeur et chef d'orchestre du Théâtre national. Lors de la saison 1951-1952, il fait partie du trio de direction de l'opéra, et de 1958 à 1960, est directeur adjoint de l'opéra au Théâtre Smetana. De 1962 à 1965, il est également directeur de Laterna magika.
Il a travaillé au Théâtre national de 1948 à 1989. Il y a étroitement collaboré avec les artistes František Tröster (cs) et Josef Svoboda. Il a utilisé avec succès les techniques du cinéma et de la projection dans ses productions. 
Il a dirigé des opéras comme invité à La Scala de Milan, au Royal Opera House de Londres, au Teatro La Fenice de Venise, au Staatsoper et au Volksoper de Vienne, au Deutsche Oper de Berlin, ainsi que sur les scènes d'opéra de Munich, Dresde, Zurich, ou, parmi d'autres, Copenhague.
Il est l'auteur de plusieurs ballets, de pièces instrumentales, de deux opéras et de deux mélodrames. Dans les années 1960 et 1970, il a filmé de nombreuses productions d'opéra et de ballet pour la télévision et le cinéma. En 1987, ses mémoires, Jak jsem dělá opera (Comment j'ai fait un opéra), ont été publiés aux éditions Panton Praha.
Il est inhumé à Příbram au Městský hřbitov v Příbrami (cs) (cimetière municipal).

## Œuvre

### Créations
- 1939 : Don Juan (ballet)
- 1941 : Zbojníkova balada (opéra)
- 1951 : Jánošík (ballet)
- 1959 : Pražský karneval (ballet)
- 1960 : Krakatit (opéra)
- 1978 : La Strada (opéra)
- 1980 : Silnice (pièce chantée)

### Directions d'orchestres
- 1940 : Václav Kašlík : Don Juan, D41, chef d'orchestre
- 1940 : Jiří Antonín Benda : Ariadna na Naxu; Josef Kohout : Zámečník, D41,  chef d'orchestre
- 1942 : Pavel Bořkovec : Krysař, Národní divadlo, mise en scène et chef d'orchestre
- 1945 : Bedřich Smetana : Braniboři v Čechách, Divadlo 5. května, mise en scène
- 1945 : Bedřich Smetana : Prodaná nevěsta, Divadlo 5. května, mise en scène
- 1948 : Georges Bizet : Carmen, Divadlo 5. května, mise en scène
- 1948 : Sergueï Prokofiev : Maškaráda, Divadlo 5. května, mise en scène et chef d'orchestre
- 1950 : Antonín Dvořák : Rusalka, Smetanovo divadlo, mise en scène
- 1955 : Bedřich Smetana : Prodaná nevěsta, Národní divadlo, mise en scène
- 1957 : Giuseppe Verdi : Aida, Smetanovo divadlo, mise en scène
- 1960 : Antonín Dvořák : Rusalka, Smetanovo divadlo, mise en scène, 642 reprises
- 1961 : Bedřich Smetana : Dalibor, Národní divadlo, mise en scène
- 1962 : Wolfgang Amadeus Mozart : Don Giovanni, Tylovo divadlo, mise en scène
- 1965 : Leoš Janáček : Věc Makropulos (opéra), Národní divadlo, mise en scène
- 1974 : Bedřich Smetana : Čertova stěna, Smetanovo divadlo, mise en scène
- 1978 : Giuseppe Verdi : Macbeth (opera), Smetanovo divadlo, mise en scène
- 1980 : Carl Maria von Weber : Čarostřelec, Smetanovo divadlo, mise en scène
- 1986 : Václav Kašlík : Zbojnická balada, Národní divadlo, mise en scène

### Filmographie
- 1959 : Bohéma (TV)
- 1962 : Prodaná nevěsta (TV)
- 1966 : Věc Makropulos (TV)
- 1969 : Juliette (TV)

## Récompenses et distinctions
- 1956 : Prix d'État
- 1958 : Zasloužilý umělec
- 1978 : Prix de Membre Méritoire du Théâtre national
- 1988 : Národní umělec (cs) (Artiste national de Tchécoslovaquie)